# سان ولی (پنسیلوانیا)
سان ولی (به انگلیسی: Sun Valley) یک منطقهٔ مسکونی در ایالات متحده آمریکا است که در پنسیلوانیا واقع شده‌است. سان ولی ۲٬۳۹۹ نفر جمعیت دارد و ۳۶۰٫۸۹ متر بالاتر از سطح دریا واقع شده‌است.